# Duane Starks
(en) Statistiques sur pro-football-reference
Duane Lonell Starks, né le 23 mai 1974 à Miami, est un joueur américain de football américain.

## Biographie

### Enfance
Starks étudie à la Miami Beach High School de Miami Beach où il évolue au poste de quarterback dans l'équipe de football américain, mais aussi dans l'équipe d'athlétisme sur le saut en longueur,. 

### Carrière

#### Université
Après deux années au Holmes Community College dans le Mississippi, il est transféré à l'université de Miami en 1995, intégrant l'équipe des Hurricanes. Au sein de la défense, il se montre comme l'un des meilleurs éléments de la faculté et se révèle aussi au poste de punt returner. 

#### Professionnel
Duane Starks est sélectionné au premier tour de la draft 1998 de la NFL par les Ravens de Baltimore au dixième choix. Lors de son année de rookie, Starks réalise cinq interceptions avant d'en faire encore cinq lors de la saison 1999. Pendant la saison 2000, Starks est un des piliers de la défense de Baltimore avec Chris McAlister, Kim Herring et Rod Woodson, contribuant à la victoire des Ravens au Super Bowl XXXV, match durant lequel Duane Starks retourne une interception en un touchdown. En quatre ans, le cornerback réalise vingt interceptions.
En 2002, Baltimore perd son défenseur, signant avec les Cardinals de l'Arizona pour cinq saisons et un contrat de vingt-trois millions de dollars. Cependant, ce départ coïncide avec l'arrivée de nombreuses blessures dans la deuxième partie de sa carrière. Après trois saisons dont une vierge chez les Cardinals, il est échangé aux Patriots de la Nouvelle-Angleterre en 2005, avec un cinquième tour à la draft 2005 de la NFL, utilisé sur Dan Orlovsky, contre un troisième et un cinquième tour à la même draft, posés sur Darryl Blackstock et Lance Mitchell par l'Arizona. 
Starks ne reste qu'une seule année avant de s'engager avec les Raiders d'Oakland, en 2006, jouant trois matchs lors de sa première saison avant d'être libéré au début de la saison 2007. Après une tentative de retour chez les Raiders lors de l'inter-saison 2008, il est libéré sans arriver au camp d'entraînement.